# Tina Suárez
Tina Suárez Rojas (Las Palmas de Gran Canaria, 1971) es una poeta y ensayista española, ganadora del Premio de Poesía Tomás Morales en 1996 por su primer poemario Huellas de Gorgona.

## Trayectoria
Es licenciada en Filología hispánica por la Universidad de Las Palmas de Gran Canaria, y trabaja como profesora de Lengua castellana y Literatura en Educación secundaria. Además es ensayista y ponente en encuentros poéticos.
El contenido de su obra poética destaca por el uso del humor, muchas veces con gran carga irónica y reivindicativa. A lo largo de su obra poética, Suárez emplea como elemento principal la figura de la mujer, a partir de la que perfila un sujeto caracterizado por el rechazo de la construcción femenina patriarcal, intentando destruir estereotipos que no permiten el autorreconocimiento de la mujer como un ser con su propia autenticidad.
Así, le da voz a personajes femeninos que han sido silenciados o marginados a lo largo de la historia, o que cargan con un matiz negativo por la tradición patriarcal, como pueden ser brujas, hetairas, etc.  En varias ocasiones ha conseguido esto mediante el uso de la inversión carnavalesca, parodiando las representaciones patriarcales y cambiando la imagen que tenemos de la mujer y de muchos personajes femeninos ya conocidos. Ejemplo de esto es la figura de la Gorgona, que aparece ya en el título de su primer poemario.

## Reconocimientos
En 1996, Suárez recibió el Premio de Poesía Tomás Morales por su primera obra, Huellas de Gorgona. Este certamen internacional, creado por el Patronato de la Casa de Colón en 1955 y que concede bianualmente la Casa-Museo Tomás Morales, es uno de los premios más consolidados dentro del panorama regional tanto por su antigüedad y prestigio como por la calidad de las obras premiadas. El objetivo del galardón es apoyar la creación literaria y publicar los trabajos premiados.
Al año siguiente, en 1997, su poemario Pronóstico reservado consiguió el Premio de Poesía Ciudad de Las Palmas que concede el Ayuntamiento de Las Palmas de Gran Canaria. Su siguiente libro, Una mujer anda suelta fue galardonado por el Ayuntamiento de Torredonjimeno (Jaén) con el primer premio en el VII Certamen Internacional de Poesía Gabriel Celaya de 1999. En 2002, El principio activo de la oblicuidad consiguió el Premio Carmen Conde de Poesía para Mujeres. En 2004, Suárez consiguió el Premio Internacional de Poesía Odón Betanzos por Los ponientes.
En 2018, el Gobierno de Canarias la incluyó en el proyecto educativo Constelación de Escritoras Canarias, a través del cual se pretende visibilizar la obra y vida de las escritoras de las Islas.

## Obra
- 1998 – Huellas de Gorgona. Ediciones del Cabildo Insular de Gran Canaria. Las Palmas Gran Canaria. ISBN 84-8103-192-5.
- 1998 – Pronóstico reservado. Ayuntamiento de Las Palmas de Gran Canaria. Las Palmas de Gran Canaria. ISBN 84-88979-25-8.
- 1999 – Una mujer anda suelta. Ayuntamiento de Torredonjimeno. Jaén.
- 2000 – Que me corten la cabeza. Colección San Borondón, Museo Canario. ISBN 84-89842-01-9.
- 2002 – El principio activo de la oblicuidad. Colección Torremozas. Madrid. ISBN 84-7839-285-8.
- 2005 – Los ponientes. Fundación Odón Betanzos Palacios. Huelva. ISBN 84-932978-2-8.
- 2008 – Las cosas no tienen mamá. Ediciones Idea. ISBN 978-84-8382-712-3.
- 2013 – Brevísima relación de la destrucción de June Evon. Ediciones Vitruvio. ISBN 978-84-941012-9-8.
- 2014 – Deliriografías de un pequeño Dios.
- 2014 – Así habló Sara Trasto. Ediciones Vitruvio. Madrid. ISBN 978-84-942493-2-7.
- 2017 – Mi corazón es un cubo de Rubik desordenado. Baile del Sol Ediciones. Tenerife. ISBN 978-84-16794-66-9.
- 2020 – Cian y Magenta, de la Colección Lecturas silenciosas, del Ateneo de La Laguna.
- 2020 – Yo amaba a Toshiro Mifune, de la Biblioteca Básica del Gobierno de Canarias. ISBN 978-84-7947-755-4.
- 2021 – Hambre para mañana. Editorial BGR.
- 2021 – De cotidianitud. Editorial Renacimiento. ISBN 978-84-18818301.
- 2022 – Rarefacta. Nectarina Editorial. Tenerife. ISBN 978-84-124749-1-6.
- 2025 – Jacintos y galletas. Ediciones La Palma. ISBN 978-84-18813-80-1.[11]